# Akaki Czchenkeli
Akaki Czchenkeli (ur. 1874 w Choni, zm. 1959 w Paryżu) – gruziński polityk i dyplomata, minister spraw zagranicznych Demokratycznej Republiki Gruzji.

## Życiorys
Urodził się w rodzinie szlacheckiej. Studiował prawo i literaturę na uniwersytetach w Kijowie, Berlinie i Londynie. W 1898 przystąpił do marksistowskiej organizacji działającej w Gruzji pod panowaniem rosyjskim – Mesame dasi. W 1903, kiedy w organizacji doszło do rozłamu będącego konsekwencją podziału na bolszewików i mienszewików na II Zjeździe Socjaldemokratycznej Partii Robotniczej Rosji, Czchenkeli poparł mienszewików. W kolejnych latach był czołowym działaczem w gruzińskich strukturach mienszewików. Brał udział w rewolucji 1905 r. na Zakaukaziu i po jej stłumieniu został aresztowany, krótko przebywał w więzieniu. Był posłem do IV Dumy Państwowej.  
Po rewolucji lutowej w 1917 wszedł w skład Komitetu Specjalnego ds. Zakaukazia, w którym był komisarzem spraw wewnętrznych. Komitet Specjalny miał być przedstawicielstwem Rządu Tymczasowego na Zakaukaziu, z możliwością działania w jego imieniu, jednak w praktyce jego znaczenie szybko stało się drugorzędne w stosunku do szybko powstających rad robotniczych i żołnierskich. Czchenkeli brał udział w I Wszechrosyjskim Zjeździe Rad Robotniczych i Żołnierskich i został na nim wybrany do Wszechrosyjskiego Centralnego Komitetu Wykonawczego. 
22 kwietnia 1918 Sejm Zakaukaski ogłosił powstanie Zakaukaskiej Demokratycznej Republiki Federacyjnej (co Czchenkeli poparł) i jej tymczasowego rządu z Czchenkelim na czele. 26 maja 1918 Gruzja wystąpiła z federacji i proklamowała niepodległość, a Czchenkeli został ministrem spraw zagranicznych w rządzie Noe Ramiszwilego. Na stanowisku ministra pozostał do listopada 1918. Zasiadał w Zgromadzeniu Konstytucyjnym Gruzji. 
Emigrował do Paryża po upadku Demokratycznej Republiki Gruzji i aneksji Gruzji do Rosji Radzieckiej. Był ministrem spraw zagranicznych w rządzie gruzińskim na emigracji. Pozostawał aktywny w kołach emigracyjnych do śmierci w 1959.